# Johan Laidoner
Johan Laidoner (12. února 1884 – 13. března 1953) byl estonský vojevůdce a politik. Jeho hlavní zásluhou bylo úspěšné vedení protiofenzívy po sovětském útoku na Estonsko v roce 1918 až do konečného potvrzení estonské suverenity v roce 1920. Ve třicátých letech se angažoval v autoritativním režimu prezidenta Konstantina Pätse, vytvořeném v roce 1934 v reakci na pokus o fašistický převrat. (Fašistické hnutí Vapsů pod vedením gen. Andrese Larky). Ač šlo o autoritativní režim, byl nesrovnatelně mírnější, než pozdější sovětská hrůzovláda. Po obsazení Estonska Rudou armádou v roce 1940 byl zatčen a zemřel v sovětském vězení.

## Vyznamenání

### Estonská vyznamenání
- Kříž svobody I. stupně – 23. února 1920[1]
- Kříž svobody III. stupně – 18. února 1925[2]
- Řád bílé hvězdy I. třídy – 23. února 1938[3]
- Řád orlího kříže I. třídy – 4. června 1929[4]
- Řád estonského Červeného kříže I. třídy – 25. listopadu 1926[5]

### Zahraniční vyznamenání
| Stát               | Stuha                                  | Název                                                       | Datum udělení |
| ------------------ | -------------------------------------- | ----------------------------------------------------------- | ------------- |
| Finsko             |                                        | velkokříž Řádu bílé růže                                    |               |
| Francie            |                                        | důstojník Řádu čestné legie                                 |               |
| Litva              |                                        | velkokříž Řádu Vitolda Velikého                             |               |
| Polsko             |                                        | rytíř Řádu bílé orlice                                      |               |
| Polsko             | velkokříž Řádu znovuzrozeného Polska   |                                                             |               |
| Polsko             |                                        | stříbrný kříž Řádu Virtuti Militari                         | 1921          |
| Ruské impérium     |                                        | Řád svaté Anny II. třídy                                    |               |
| Ruské impérium     |                                        | Řád svaté Anny III. třídy                                   | 1912          |
| Ruské impérium     | Řád svaté Anny IV. třídy               |                                                             |               |
| Ruské impérium     |                                        | Řád svatého Stanislava II. třídy                            | 1916          |
| Ruské impérium     |                                        | Řád svatého Stanislava III. třídy                           | 1907          |
| Ruské impérium     | Řád svatého Vladimíra IV. třídy s meči |                                                             |               |
| Spojené království |                                        | čestný rytíř velkokříže Řádu svatého Michala a svatého Jiří |               |
| Švédsko            |                                        | velkokříž Řádu meče                                         |               |